# Никола Михайлов
 Тази статия е за шуменския художник.  За крушевския зограф, вижте Николай Михайлов (зограф).  
Никола Михайлов Ненов е български художник. Наред с Цено Тодоров е един от най-видните български портретисти. Рисувал е портрети на изтъкнати интелектуалци като Пенчо Славейков, Иван Вазов, Петко Ю. Тодоров, Михаил Арнаудов, цар Фердинанд и др. Едни от най-хубавите му картини са портретите на съпругата му Ида.

## Биография
Роден е в Шумен на 30 януари 1876 г. в семейството на сладкаря Шикерджи Михал. Рисува от малък. Дядовците му са занаятчии, резбари и златари. От тях наследява творчески дух и усет към финеса. Учи в Софийската мъжка гимназия. Негов учител и ръководител е проф. Иван Мърквичка. Завършва гимназията през 1895 г. и заминава за Мюнхен с благоволението на цар Фердинанд и като негов стипендиант. Там той учи живопис в академията за изящни изкуства при професорите Ото Зайц и Александер фон Вагнер. След завършването заминава на специализация в Париж, а след това и в Лондон, където изучава старите английски портретисти. 
Завръща се отново в Мюнхен и открива частно училище по рисуване. Една от ученичките му – Ида Муглер от Фрайбург – става по-късно негова съпруга. 
От 1902 г. Михайлов е в България. Заема длъжността художник на Министерството на народното просвещение и става придворен художник на цар Фердинанд. 
Напуска страната през 1910 г. и се установява при съпругата си в Берлин.  Легенда гласи, че по-късно при едно от посещенията си в България той трябвало да нарисува портрета на цар Борис III по заръка на Народното събрание. Въпреки старанието си обаче, портретът не се харесва нито на художника, нито на Народното събрание, след което Михайлов напуска родината си с дълбоко огорчение.
Между Първата и Втората световна война е сред най-търсените и скъпо платени салонни портретисти не само в Европа, но и в Южна и Северна Америка, като рисува портретите на много популярни и влиятелни по това време личности. През 1917 г. художникът открива изложби в Лайпциг, Берлин, Дрезден и Бремен. 
През 1921 г. посещава Аржентина и рисува портрети на видни личности. През 1922 – 1923 г. в Чили и Бразилия рисува портрети на председателите на двете републики и прави изложби. В края на 1923 г. и през 1924 г. художникът пътува и прави изложби в Ню Йорк, Вашингтон, Филаделфия и др. 
По време на Втората световна война домът и ателието му в Берлин са разрушени от бомбардировките, а заедно с тях е унищожена и богата негова колекция от портрети и картини.
Благодарение на своя голям талант в портретната живопис, художникът си извоюва международна известност. Неговите изложби се посещавани и коментирани в пресата от критици и публика. 
Михайлов е много продуктивен художник. По данни на немския печат до 1954 г. е нарисувал 3000 картини, в периода 1911 – 1960 г. е участвал в общо 55 изложби, 26 от които в Германия – повечето от тях самостоятелни. 
Никола Михайлов е завещал 18 от картините си на Националната художествена галерия, но българската бюрокрация години наред не се е погрижила да ги прибере от Германия и 7 от тях са изчезнали. 
Според завещанието на художника, който умира през 1960 г., картините от жилището на дъщеря му след нейната смърт трябва да дойдат в България. Част от картините са репродуцирани от изкуствоведката Снежанка Добриянова-Бауер. 
Дъщеря му Олга Михайлова умира през май 1994 г. на 90-годишна възраст. 